# انتخابات الرئاسة الجنوب إفريقية 2018
انتخابات الرئاسة الجنوب أفريقية 2018 هي الانتخابات الرئاسية التي جرت في 15 فبراير 2018، لانتخاب رئيس جنوب أفريقيا.